# トビアス・シェンケ
トビアス・シェンケ（Tobias Schenke, 1981年3月27日 - ）は、ドイツ出身の俳優である。

## 出演作品

### 映画
- アンツ・イン・ザ・パンツ!（フロリアン・トーマス）